# Charles Widmore
Charles Widmore es un personaje ficticio de la serie de televisión Lost. Es el padre de Penny, la novia de Desmond.

## Historia del personaje
En 1996, Charles compró en una subasta el diario del capitán del barco "La Roca Negra". Desmond lo encontró allí, ya que lo estaba buscando para pedirle el número de teléfono de su hija, Penelope Widmore. Widmore se lo dio pero le dijo que daba igual porque él nunca sería alguien importante para ella.
En 2001, cuando Desmond salió de la cárcel, Widmore se encontró con él, ya que sabía que le había estado enviando cartas a su hija. Le enseñó a Desmond todas las cartas que la había enviado haciéndole ver que no le había llegado ninguna. Tras eso, le ofreció un trabajo a Desmond que rechazó.
En 2004, poco después del accidente del vuelo 815 de Oceanic, Widmore envió un barco para que encontrase la isla. En octubre de 2005, Ben se encontró con Widmore en su ático y estuvieron hablando sobre de quién era la isla y Ben acusó a Widmore de haber "cambiado las reglas". En una fecha indeterminada tras el rescate de los 6 de oceanic, Sun se encontró con él en Londres y le dijo que si quería, podía colaborar con él.
En el tercer episodio de la 5ª temporada, Jughead, vemos a un joven Widmore, que forma parte de los nativos de la isla, más tarde conocidos como los hostiles y los otros. Cuando Locke, usando el mecanismo para mover la isla, sale de ella, y aparece en Túnez (lugar de salida de la isla), se encuentra con Widmore, quien le cuenta que él era el líder de los otros y que Benjamin Linus le engañó y expulsó de la isla. Desde entonces ha usado todos los medios para dar con el paradero de la isla, llegando a conseguirlo, aunque no por mucho tiempo, ya que Ben mueve la isla.
En un determinado momento fue visitado por Jacob, quién le explicó que tenía que redimirse y que para ello tenía que proteger a los candidatos del humo negro. Después de que Jack, Kate, Hurley, Sayid, Sun y Ben volvieran a la isla, Widmore preparó una expedición para proteger a los candidatos ( los candidatos eran Jack, Locke, Sun, Jin, Sayid, Hugo y Sawyer). Secuestró a Desmond Hume porque la resistencia de este último al electromagnetismo iba a ser vital en la lucha contra el humo negro.